# Duett
Ein Duett (von lateinisch duo ‚zwei‘) ist ein musikalisches Werk, das von zwei Musikern (Ensemble) vorgetragen wird oder hierfür komponiert wurde:
- entweder mit wirklich nur zwei Beteiligten in einem Werk der Kammermusik;
- oder mit zwei (meistens Gesangs-)Solisten, die von anderen Instrumenten begleitet werden, besonders als Arie mit zwei Solisten.

Dagegen nennt man die Personengruppe der beiden vortragenden Musiker bzw. Sänger nur selten ebenfalls Duett, sondern regelmäßig Duo. Sie bilden damit eine Ausprägung eines Musikensembles.